# ナイナイのお見合い大作戦!
『ナイナイのお見合い大作戦!』（ナイナイのおみあいだいさくせん）は、TBS系列で不定期に放送されていた恋愛をテーマにしたバラエティ番組で、ナインティナイン（岡村隆史・矢部浩之）の冠番組でもある。

## 概要
2011年11月1日から2014年3月11日まで同局でレギュラー放送されていた『もてもてナインティナイン』の人気コーナー「お見合い大作戦!」を単発番組化。『もてもてナインティナイン』のレギュラー放送終了に伴い、2019年まで不定期に放送されていた。
内容も『もてもてナインティナイン』で行われたものを引き継いで、「嫁不足」にあえぐ農村や漁村で暮らす男性のために一般女性を公募しお見合いをさせるのをメインで番組を進行させた。

## 放送日
| 回数   | 放送日                   | 放送時間（JST） | サブタイトル                   | 備考 |
| ------ | ------------------------ | --------------- | ------------------------------ | --- |
| 第1回  | 2014年4月8日（火曜日）   | 19:00 - 22:48   | 自衛隊の花嫁 in 沖縄スペシャル | |
| 第2回  | 2014年6月3日（火曜日）   | 19:00 - 20:57   | 伊豆の国の花嫁                 | 20:54の『JNNフラッシュニュース』は20:57 - 21:00に短縮。 |
| 第3回  | 2014年8月26日（火曜日）  | 19:00 - 21:48   | in 兵庫県淡路市                | 夕方のニュース『Nスタ・第2部』は18:57までの短縮版とし、18:57 - 19:00にもうすぐ枠をTBSテレビのみ別途放送。 |
| 第4回  | 2014年12月17日（水曜日） | 19:00 - 22:54   | 鹿児島県種子島 お見合い4時間SP | |
| 第5回  | 2015年5月13日（水曜日）  | 19:59 - 22:54   | in 福岡県八女市                | 『フラッシュニュース』は19:56 - 19:59に繰り上げ短縮。 |
| 第6回  | 2015年6月24日（水曜日）  | 19:00 - 22:54   | 自衛隊の花嫁SP 第2弾           | |
| 第7回  | 2015年9月2日（水曜日）   | 19:59 - 22:54   | 北見の花嫁 3時間SP             | 『フラッシュニュース』は19:56 - 19:58に繰り上げ短縮。 19:58 - 19:59にもうすぐ枠をTBSテレビ・北海道放送のみ放送。 山陽放送・琉球放送は22:00からの短縮版をTBSテレビからの裏送りで放送。 |
| 第8回  | 2015年11月18日（水曜日） | 19:59 - 22:54   | 観音寺の花嫁スペシャル         | 『フラッシュニュース』は19:56 - 19:58に繰り上げ短縮。 19:58 - 19:59にもうすぐ枠をTBSテレビ・山陽放送のみ放送。 |
| 第9回  | 2016年1月13日（水曜日）  | 19:56 - 22:54   | 菅平高原の花嫁 3時間SP         | |
| 第10回 | 2016年4月6日（水曜日）   | 19:56 - 22:54   | 都城の花嫁 3時間SP             | CBCテレビ・毎日放送・中国放送・南日本放送は21:57からの短縮版をTBSテレビからの裏送りで放送。 |
| 第11回 | 2016年5月25日（水曜日）  | 19:00 - 21:54   | 有田川の花嫁 3時間SP           | テレビ山梨・中国放送・テレビ山口・RKB毎日放送・熊本放送・大分放送・宮崎放送・南日本放送・琉球放送を除く19局ネットで放送。 IBC岩手放送・東北放送・新潟放送・信越放送・北陸放送・静岡放送・毎日放送・山陰放送・あいテレビ・長崎放送は19:56からの短縮版をTBSテレビからの裏送りで放送。 テレビ山梨・中国放送・テレビ山口・琉球放送は完全版、RKB毎日放送は短縮版を各々後日振替放送。 |
| 第12回 | 2017年1月3日（火曜日）   | 18:00 - 21:00   | 新春縁結び 出雲の花嫁 3時間SP  | |
| 第13回 | 2017年5月10日（水曜日）  | 19:00 - 21:54   | 石垣島の花嫁 3時間SP           | 北海道放送・CBCテレビ・山陰放送・中国放送・宮崎放送を除く23局ネットで放送。 IBC岩手放送・北陸放送・静岡放送・毎日放送・あいテレビ・RKB毎日放送・長崎放送・大分放送は19:56からの短縮版をTBSテレビからの裏送りで放送。 北海道放送・中国放送は完全版、CBCテレビは短縮版を各々後日振替放送。                                                                                        |
| 第14回 | 2017年7月12日（水曜日）  | 19:00 - 22:54   | 自衛隊の花嫁 4時間SP           | 途中『JNNフラッシュニュース』を挿入。 北海道放送・中国放送・琉球放送は21:54からの短縮版をTBSテレビからの裏送りで放送。 |
| 第15回 | 2017年10月23日（月曜日） | 20:00 - 22:54   | 下呂温泉の花嫁 3時間SP         | 途中『JNNフラッシュニュース』を挿入。 |
| 第16回 | 2018年1月15日（月曜日）  | 20:00 - 22:54   | 魚沼の花嫁 3時間SP             | 途中『JNNフラッシュニュース』を挿入。 |
| 第17回 | 2018年4月16日（月曜日）  | 20:00 - 23:07   | 奈良の花嫁 逆告白SP            | 途中『JNNフラッシュニュース』を挿入。 |
| 第18回 | 2018年7月23日（月曜日）  | 20:00 - 23:07   | 五島の花嫁 祝!世界遺産登録SP   | 途中『JNNフラッシュニュース』を挿入。 |
| 第19回 | 2019年6月17日（月曜日）  | 20:00 - 22:57   | 自衛隊の花嫁 3時間SP           | 途中『JNNフラッシュニュース』を挿入。 |

※水曜放送版は、『水トク!』扱いはされない。第19回は令和最初の放送かつ最後の放送。

## 出演者

### MC
基本的にはスタジオのみの出演だが、岡村が“お見合いチェアマン”としてイベント開催都市に事前に出向き、男性参加者と面談する回もある。
- ナインティナイン（岡村隆史・矢部浩之）

### お見合い世話役
お見合いイベント会場でのリポーター兼進行MC。男性1人、女性1人の2人で担当することが多いが、稀に3人で担当することもある。
- 佐藤B作
- 村田雄浩 - 佐藤が不在の場合に担当することが多い。
- 風見しんご - 佐藤・村田共に不在の場合に担当することが多い。
- 松尾伴内 - 第14回（2017年7月12日放送）にて初登場。
- 赤荻歩（TBSアナウンサー） - 第19回（2019年6月17日放送）にて初登場。佐藤・加藤と共に担当。
- 加藤紀子
- 保田圭 - 主に加藤が不在の場合に担当する。

### スタジオパネリスト
毎回異なる3名程度が出演するが、特に以下の人物の出演頻度が高い。
- 西川史子 - 回によっては、イベント開催都市に事前に出向き、男性イベント参加者に対してお見合いの手ほどき・指導をすることがある。
- 柳原可奈子
- 陣内智則

### お見合い特別顧問
- デヴィ・スカルノ - 第16回（2018年1月15日放送分）にて初登場。1日目の家庭訪問時に一部の男性参加者宅を訪れ、イベント参加者に心構えなどアドバイスを送る。

### ナレーター
- 武田広（2017年10月23日放送分ではダブルブッキングとなった。また2018年1月15日放送分からは、武田がレギュラーナレーターを務める他局の番組と放送時間が一部重複したので、平野義和が就任した。）

## ネット局
| 放送対象地域   | 放送局                    | 系列    |
| -------------- | ------------------------- | ------- |
| 関東広域圏     | TBSテレビ（TBS）          | TBS系列 |
| 北海道         | 北海道放送（HBC）         | TBS系列 |
| 青森県         | 青森テレビ（ATV）         | TBS系列 |
| 岩手県         | IBC岩手放送（IBC）        | TBS系列 |
| 宮城県         | 東北放送（TBC）           | TBS系列 |
| 山形県         | テレビユー山形（TUY）     | TBS系列 |
| 福島県         | テレビユー福島（TUF）     | TBS系列 |
| 山梨県         | テレビ山梨（UTY）         | TBS系列 |
| 新潟県         | 新潟放送（BSN）           | TBS系列 |
| 長野県         | 信越放送（SBC）           | TBS系列 |
| 静岡県         | 静岡放送（SBS）           | TBS系列 |
| 富山県         | チューリップテレビ（TUT） | TBS系列 |
| 石川県         | 北陸放送（MRO）           | TBS系列 |
| 中京広域圏     | CBCテレビ（CBC）          | TBS系列 |
| 近畿広域圏     | 毎日放送（MBS）           | TBS系列 |
| 鳥取県・島根県 | 山陰放送（BSS）           | TBS系列 |
| 岡山県・香川県 | RSK山陽放送（RSK）        | TBS系列 |
| 広島県         | 中国放送（RCC）           | TBS系列 |
| 山口県         | テレビ山口（tys）         | TBS系列 |
| 愛媛県         | あいテレビ（itv）         | TBS系列 |
| 高知県         | テレビ高知（KUTV）        | TBS系列 |
| 福岡県         | RKB毎日放送（rkb）        | TBS系列 |
| 長崎県         | 長崎放送（NBC）           | TBS系列 |
| 熊本県         | 熊本放送（RKK）           | TBS系列 |
| 大分県         | 大分放送（OBS）           | TBS系列 |
| 宮崎県         | 宮崎放送（mrt）           | TBS系列 |
| 鹿児島県       | 南日本放送（MBC）         | TBS系列 |
| 沖縄県         | 琉球放送（RBC）           | TBS系列 |

## 主なスタッフ
第19回（2019年6月17日放送分）
- ナレーター:平野義和(第16回以降)
- TM：山下直（第17回-）
- TD：藤田栄治
- CAM：佐藤雅之（第19回）
- VE：湊里実（第19回）
- 音声：山羽稔
- 照明：鈴木英敬
- ロケ技術：東通
- 編集：岸(金)有那
- MA：並木丈治
- 音響効果：阿部宰、竹田周二
- 美術プロデューサー・美術デザイナー：中西忠司（以前は美術デザイナー→美術）
- 美術制作：渡邊秀和
- 装置：鈴木匡人（一時離脱→復帰）
- 操作：椋野慎介
- 電飾：阿部達矢
- アクリル装飾：渡邊卓也
- 装飾：篠原直樹
- 花装飾：吉富有紗
- メイク：石川尋美（第19回）
- 編成：岸田大輔、石原隆史（石原→第19回）
- 宣伝：小泉美果
- TK：鈴木裕恵
- デスク：石川素子
- AD：米山美咲、大林良汰、古謝汐里、西山由、柴入美咲
- AP：加山裕佳子、荒井美妃、岡崎佑(祐)美
- MP：樋江井彰敏（第19回）
- 協力プロデューサー：大谷重雄（よしもとクリエイティブ・エージェンシー）
- 制作進行：奥田照美、高見良（高見→第19回）
- ディレクター：佐藤秀樹（一時離脱→復帰）、重原将司、平田恭崇、木島雄大、岩永紗代美、村上誠一郎、西尾智仁、真壁瞬（真壁→第19回、第10-13回?はAD）
- 演出：小林恵美
- 総合演出：根岸善一郎
- エグゼクティブプロデューサー：江藤俊久（以前はプロデューサー）
- 制作協力：吉本興業
- 製作著作：TBS

### 過去のスタッフ
- TM：荒木健一（第5回まで）、丹野至之（第6-10回?）、森享宏（第13回?-16回）
- CAM：荒井隆之、吉田洸(光)、廣田雅之、端坂嘉寛
- VE：平子勝隆、鈴木昭平、粂川高広、木野内洋
- 音響効果：伊藤誠
- CG：大宮司徳盛
- 美術プロデューサー：中原茂樹
- 美術制作：朝川菜美
- 装置：安丸祐介
- 操作：馬場幸三
- ヘアメイク：アートメイク・トキ
- メイク：城所とも美、清田恵子（清田→第18回）
- 編成：上田淳也（第18回）
- 宣伝：川鍋昌彦
- TK：五味真琴（13回-?）
- AD：濱崎智絵、松浦ちひろ、澤田将吾、小沢由紀、石角紗希、松田重雄（一時離脱►復帰►一時離脱）、穴井里加子、野間夕里、藤崎美幸、林貴都、長谷川優太、大野道子、長井慎弥
- AP：木島(田中)乙妃
- 協力プロデューサー：田中裕樹・樋口将規（よしもとクリエイティブ・エージェンシー）
- MP：豊田壮一、渡辺英樹
- ディレクター：福田昌彦、川野雅貴、大丸剛司、石塚幸一（大丸・石塚→一時離脱►復帰）
- プロデューサー：篠塚純（第5回まで）